# Isla Solar
Isla Solar är en ö i Chile.   Den ligger i regionen Región de Magallanes y de la Antártica Chilena, i den södra delen av landet, 2 000 km söder om huvudstaden Santiago de Chile. Arean är 22,7 kvadratkilometer.
Terrängen på Isla Solar är lite kuperad. Öns högsta punkt är 595 meter över havet. Den sträcker sig 5,0 kilometer i nord-sydlig riktning, och 7,3 kilometer i öst-västlig riktning.